# Herb gminy Gizałki
Herb gminy Gizałki – jeden z symboli gminy Gizałki, autorstwa Józefa Wojciecha Krenza, ustanowiony 26 maja 1994.

## Wygląd i symbolika
Herb przedstawia na tarczy w polu czerwonym zieloną tarczę herbową zwieńczoną złotą koroną, a na niej dwa herby (błękitny ze złotą rybą oraz złoty, nawiązanie do herbów: Glaubicz i Grabie), a pod nimi srebrną gałązkę sosny pospolitej z dwiema szyszkami i kwiatem żeńskim. 